# William Mulready
William Mulready (1. april 1786 i Ennis, Irland – 7. juli 1863 i London) var en irsk maler aktiv i London.
Mulready (elev af Akademiet i London, 1816 Akademimedlem) var en overordentlig flittig kunstner, malede landskaber, arkitekturbilleder, historiemalerier, men samlede sig dog snart om genremaleriet. På dette område vandt han berømmelse og popularitet som få andre af Englands kunstnere.
I tidsrummet 1804—62 udstillede han 78 arbejder på Royal Academy; en stor mængde af hans bedste værker ses nu i Kensington-museet, andre (deriblandt et af hans tidligste og betydeligste, Fair Time 1809, to berusede mænd vender hjem) i Londons Nationalgaleri.
Til hans første genrestykker hører Snedkerværkstedet (1809) og Den afbrudte Kamp. Andre berømte arbejder er: Bryllupsdragten vælges, Vadestedet, De syv Livsaldere med mere. Han var også stærkt sysselsat som bogillustrator; suiten af børnebøger indlededes 1807 med The Butterfly’s Ball; 1843 udkom illustrationerne til Vicar of Wakefield.